# Frank Gorshin

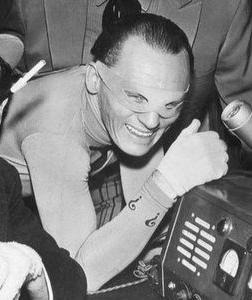
Frank Gorshin als de Riddler (1967)

Frank John Gorshin, Jr. (Pittsburgh, 5 april 1933 – Burbank, 17 mei 2005) was een Amerikaans acteur, stemacteur en komiek. Hij werd in 1966 genomineerd voor een Emmy Award voor zijn bijrol als de Riddler in de camp-televisieserie Batman. Diezelfde rol speelde hij in de hieruit voortkomende, gelijknamige film uit 1966. Gorshin maakte in 1956 zijn acteerdebuut als Smiley Wilson in een aflevering van de soapserie The Edge of Night. Datzelfde jaar speelde hij zijn eerste filmrol, als Harry in het oorlogsdrama The Proud and Profane.
Gorshin was hoofdzakelijk een filmacteur. Hij speelde wederkerende personages in verschillende series, maar nooit langer dan tien afleveringen. Gorshin speelde daarnaast eenmalige rollen in afleveringen van meer dan vijftig andere series. Voorbeelden hiervan zijn Alfred Hitchcock Presents (in 1956), Have Gun - Will Travel (1959), General Hospital (1963), Star Trek (1969), Ironside (1974), Hawaii Five-O (1974), Charlie's Angels (1977), Murder, She Wrote (1988), Are You Afraid of the Dark? (1994), Lois & Clark: The New Adventures of Superman (1995), The Ren & Stimpy Show (1995, stem) en Johnny Bravo (1997, stem).

## Filmografie
*Exclusief 5+ televisiefilms
| - The Creature of the Sunny Side Up Trailer Park (2006) - Angels with Angles (2005) - Mail Order Bride (2003) - Return to the Batcave: The Misadventures of Adam and Burt (2003, televisiefilm) - Sting of the Black Scorpion (2002) - Manna from Heaven (2002) - High Times Potluck (2002) - Castle Rock (2000) - Something Else (2000) - Beethoven's 3rd (2000) - Luck of the Draw (2000) - All Shook Up (1999) - The Art of Murder (1999) - The Rules (For Men) (1999) - Game Day (1999) - Final Rinse (1999) - Man of the Century (1999) - After the Game (1997) - Better Than Ever (1997) - Threshold (1997) - Twilight of the Ice Nymphs (1997) - Bloodmoon (1997) - 12 Monkeys (1995) - Hail Caesar (1994) - Amore! (1993) - The Meteor Man (1993) - Sweet Justice (1992) - The Hollywood Beach Murders (1992) - Body Trouble (1992) - Singapore Harbor (1989) - Midnight (1989) - Beverly Hills Bodysnatchers (1989) | - The Gnomes' Great Adventure (1987) - Hollywood Vice Squad (1986) - Uphill All the Way (1986) - Hot Resort (1985) - Den Tüchtigen gehört die Welt (1982) - Underground Aces (1981) - Record City (1978) - Skidoo (1968) - Batman (1966) - Ride Beyond Vengeance (1965) - That Darn Cat! (1965) - Sail a Crooked Ship (1961) - The George Raft Story (1961) - Ring of Fire (1961) - The Great Impostor (1961) - Where the Boys Are (1960) - Studs Lonigan (1960) - Bells Are Ringing (1960) - Warlock (1959) - Night of the Quarter Moon (1959) - Torpedo Run (1958) - Tank Battalion (1958) - Portland Exposé (1957) - The Delicate Delinquent (1957) - Invasion of the Saucer Men (1957) - Dragstrip Girl (1957) - The True Story of Jesse James (1957) - Runaway Daughters (1956) - Between Heaven and Hell (1956) - Hot Rod Girl (1956) - The Proud and Profane (1956) |

## Televisieseries
*Exclusief eenmalige gastrollen
- The Batman - stem Hugo Strange (2005, drie afleveringen)
- Buck Rogers in the 25th Century - Seton Kellogg (1979, twee afleveringen)
- Greatest Heroes of the Bible - Ocran (1978, twee afleveringen)
- S.W.A.T. - Johnny Rizi (1975, twee afleveringen)
- Batman - de Riddler (1966-1967, tien afleveringen)
- Hennesey - Seaman Pulaski (1959, drie afleveringen)

## Privé
Gorshin trouwde in 1957 met Christina Randazzo, met wie hij zoon Mitchell Gorshin kreeg. Hij bleef samen met haar tot aan zijn overlijden.
- Biblioteca Nacional de España: XX1740465
- Bibliothèque nationale de France: cb13937214p (data)
- Gemeinsame Normdatei: 134701151
- International Standard Name Identifier: 0000 0000 5940 5214
- Library of Congress Control Number: n94092864
- MusicBrainz: 773da636-caf3-454c-9401-8d47554585ff
- Nationale Bibliotheek van Israël: 987007340518905171
- SNAC: w69q7p7x
- Système universitaire de documentation: 087253682
- Virtual International Authority File: 2660486
- WorldCat: E39PBJf488GwdTrfMkdwqc4jG3